# Bantarwangi
Bantarwangi is een bestuurslaag in het regentschap Serang van de provincie Banten, Indonesië. Bantarwangi telt 1919 inwoners (volkstelling 2010).